# Sassari
Sassari (Tiếng Ý và Tiếng Sassari Sassari, tiếng Sardegna: Tàtari) là một thành phố Ý. Thành phố thuộc tỉnh Sassari trong vùng Sardinia. Thành phố có diện tích km2, dân số là 130.658 người (ước tính năm 2010). Đây là thành phố đông dân lớn thứ 32 tại Ý
và là thành phố lớn thứ hai của Sardinia về dân số, khoảng 300.000 nếu tính cả khu vực đô thị lớn hơn. Là một trong những thành phố cổ nhất trên đảo, nó có chứa một bộ sưu tập đáng kể của nghệ thuật.
Theo thời gian, Sassari đã được cai trị bởi chính những người Sardinia (mặc dù thời gian ngắn), người Genoese, Pisans, Aragonese, Catalan, Tây Ban Nha và Áo, tất cả đều đã đóng góp vào di sản lịch sử và nghệ thuật của Sassari. Sassari là một thành phố giàu văn hóa, nghệ thuật và lịch sử, và nổi tiếng với tuyệt đẹp của nó "palazzi" và quảng trường, thanh lịch của nó tân cổ điển, chẳng hạn như Piazza d'Italia (Square của Ý) và Civico Teatro (nhà hát dân sự).
Là thành phố Sardinia của quan trọng thứ hai, và là thành phố lớn nhất thứ năm ở Italia về diện tích (diện tích 546 km ²), nó có một số lượng đáng kể tầm quan trọng văn hóa, du lịch, thương mại và chính trị ở đảo. Nền kinh tế của thành phố chủ yếu dựa trên du lịch và dịch vụ. Tuy nhiên, nền kinh tế cũng dựa vào một phần về nghiên cứu, xây dựng, dược phẩm và ngành công nghiệp dầu khí.